# Parque Frutal de Hamamatsu
El Parque Frutal Hamamatsu (en japonés: 浜松市フルーツパーク, hamamatsu-shi furūtsu pāku?) es un jardín botánico de 430 000 m² de extensión, se propiedad privada, administrado por la corporación "Parques de las Frutas y de las Flores de Hamamatsu", que se encuentra en Hamamatsu, prefectura de Shizuoka, Japón. 

## Localización
Se encuentra ubicado en Nishi-ku, Hamamatsu-shi, prefectura de Shizuoka, 4263-1, Japón. 34°45′30″N 137°38′15″E / 34.75833, 137.63750
- Altitud: de 3 a 30 m s. n. m.
- Temperatura media anual: 16 °C
- Precipitaciones medias anuales: 1 650 mm

## Historia
El parque frutal de Hamamatsu se abrió al público el 1 de octubre de 1996. 

## Colecciones
Se cultivan alrededor de 4.300 pies frutales de 160 especies diferentes, adaptadas al clima y al medio ambiente de la región de Chubu, y unas 80 especies tropicales y subtropicales en el invernadero.
- El puente de frutas, la zona oeste de la puerta principal, se conecta al resto del recinto a través de un puente de frutas, donde nos encontramos Uvas, naranjas, manzanas cultivadas y fresas.
- Invernadero, el invernadero es una gran estructura con forma pentagonal, en su interior se cultivan unos 330 árboles frutales, de 80 especies de plantas tropicales y subtropicales tales como, plátano, papaya, aguacate, mango.
- Museo de frutas de Jardín, zona donde se cultivan 288 pies de árboles con 100 especies diferentes, destacando las 32 variedades de cítricos cultivados. Utilice una olla que produce el riego automático.
- Bosque de manzanos, zona que está cuidada por voluntarios de la escuela secundaria de Hamamatsu las plantas de semillero de manzana es un regalo de la Ciudad de Lida, prefectura de Nagano.
- Orquesta de frutas, zona de juegos para los más pequeños en la que los aparatos de juegos tienen formas frutales.
- Edificio de la entrada, con un gran vestíbulo con la Experiencia práctica del cultivo de invernadero, y salas de exposiciones.

## Actividades
- "La experiencia de la cosecha", actividad que se encuentra en el sector de las frutas cultivadas, donde el propio usuario cosecha las frutas y puede pagar después por comerlas. Sin embargo, al igual que la recolección de las fresas normales en el tiempo límite, que es todo lo que puede comer.
- Especialmente en la zona occidental, hay programados eventos para las familias, e instalaciones que son utilizadas por muchas familias. Así dependiendo de la temporada, hay un día de campo, barbacoa, estanque de pesca, y disfrutar de las instalaciones.